# Callao (metropolitana di Madrid)
Callao è una stazione delle linee 3 e 5 della metropolitana di Madrid.
Si trova sotto alla Plaza del Callao, una delle zone commerciali e culturali più importanti di Madrid dove si incontrano le vie Preciados e Jacometrezo e la Gran Vía.

## Storia
La stazione di Callao fu inaugurata nel 1941 in corrispondenza dell'ampliazione della linea 3 da Sol ad Argüelles.
Il 6 giugno 1968 fu aperta la linea 5 tra Carabanchel e Callao e questa stazione divenne uno dei capolinea della linea.
Nelle estati tra il 2004 e il 2006 furono eseguiti importanti lavori su tutta la linea 3 e le banchine della stazione furono allungate da 60 a 90 m. Per anni la stazione di Callao ebbe un mosaico simile a quello della stazione di Bilbao, che però durante questi lavori fu sostituito da pannelli di vitrex giallo. Venne anche costruito un nuovo accesso nella Calle de Jacometrezo.

## Accessi
Ingresso Jacometrezo aperto dalle 6:00 alle 21:40
- Jacometrezo Calle de Jacometrezo, 1
- Ascensore Calle de Jacometrezo, dispari

Ingresso Callao
- Centro commerciale corridoio di acceso al Cinema Avenida-Corte Inglés
- Plaza de Callao Plaza del Callao, 1
- Cinema Avenida Gran Vía, 39
- Palacio de la Prensa Gran Vía, 46
- Ascensore Plaza del Callao, 1